# Cousin Leroy
Cousin Leroy (auch Leroy Rozier, eigentlich Leroy Asbell; * 30. September 1925 in Chester, Dodge County, Georgia; † 26. Februar 2008 in New York City) war ein US-amerikanischer Blues- und Rhythm-&-Blues-Musiker (Gesang, Gitarre) und Songwriter.

## Leben und Wirken
Cousin Leroy nahm 1955 in New York City die von ihm und Lucille Dupree geschriebenen Songs „Lonesome Bedroom“ und „41 Highway“ auf; in seiner Begleitband spielten Champion Jack Dupree (Piano), Larry Dale (Gitarre), Sid Wallace (Bass) und Gene Brooks (Schlagzeug). Die Aufnahmen blieben jedoch unveröffentlicht und erschienen in späteren Jahren auf Kompilationen von Bear Family Records. In der zweiten Hälfte der 1950er-Jahre legte er Singles wie „Goin’ Back Home“ / „Catfish“ (Groove 4G-012) und „I’m Lonesome“ / „Up the River“ (Ember E-1023) vor, die er ebenfalls selbst geschrieben hatte. Ein weiterer Song von ihm war „Will a Match Box Hold My Clothes“.